# Nowa Wieś (gmina Kosów Lacki)
Nowa Wieś – wieś w Polsce położona w województwie mazowieckim, w powiecie sokołowskim, w gminie Kosów Lacki. Ma status sołectwa.
| SIMC    | Nazwa      | Rodzaj    |
| ------- | ---------- | --------- |
| 0676281 | Korzenicha | część wsi |
| 0676298 | Zagaje     | część wsi |

W latach 1975–1998 miejscowość administracyjnie należała do województwa siedleckiego.
W Nowej Wsi znajduje się stadnina koni.
Wierni wyznania rzymskokatolickiego zamieszkali w miejscowości należą do parafii Kosów Lacki.